# 규슈 국립박물관

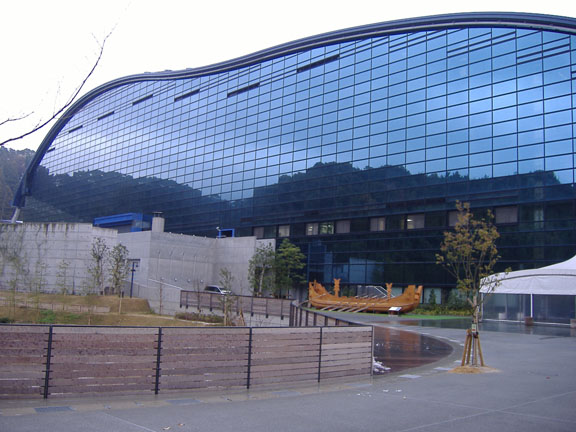
규슈 국립박물관

규슈 국립박물관(일본어: 九州国立博物館 규슈코쿠리쓰하구브쓰칸[*])은 일본 후쿠오카현 다자이후시에 있는 박물관이다. 약 800점의 문화재가 전시되어 있다.